# TNA Destination X

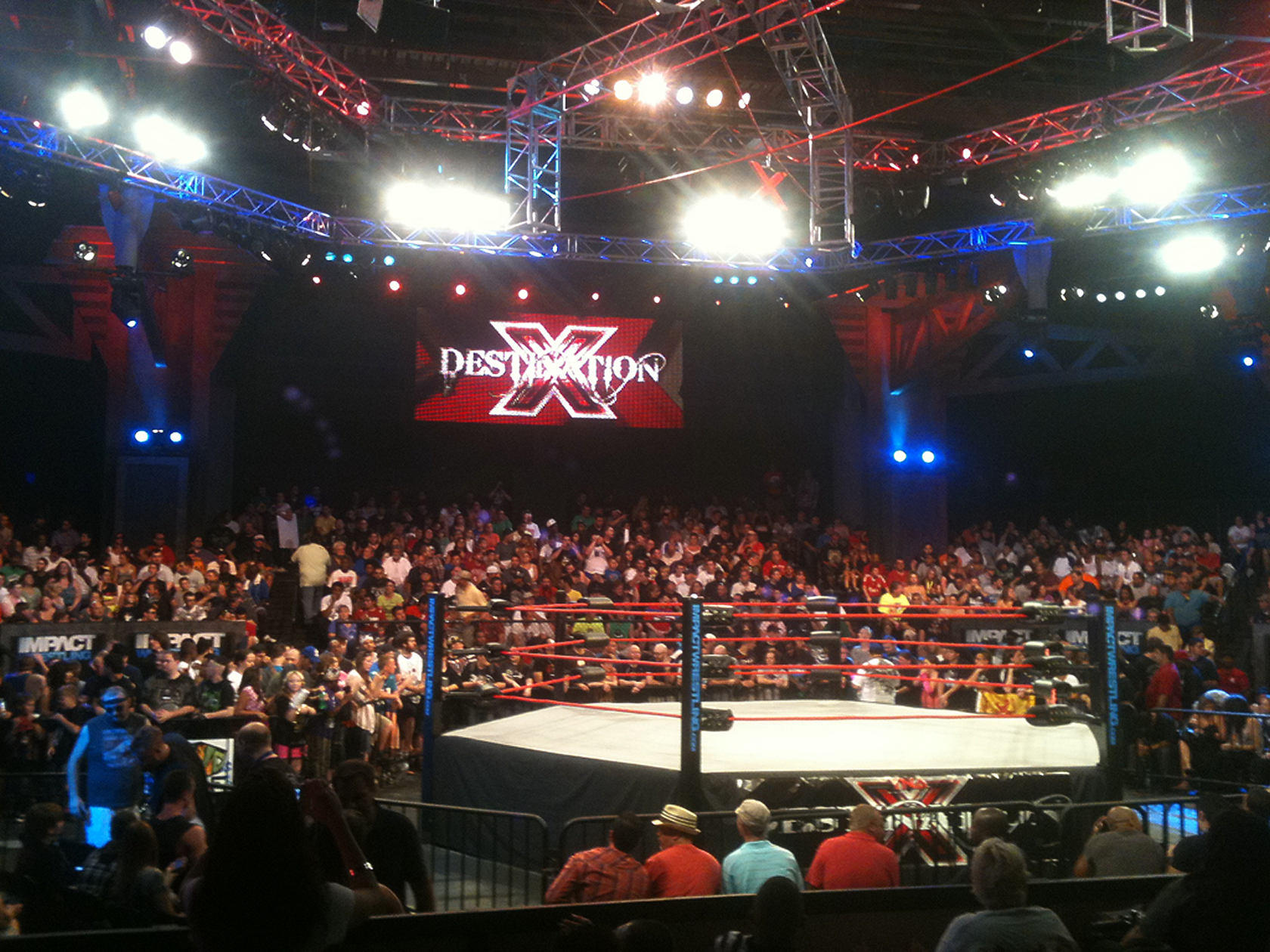
TNA Destination X

TNA Destination X – zakończony cykl gal pay-per-view wrestlingu, produkowanych przez federację Global Force Wrestling (GFW, dawniej Total Nonstop Action Wrestling) w latach 2005–2012.
W chronologię wchodziło osiem wydarzeń nadawanych w systemie pay-per-view oraz cztery odcinki specjalne tygodniówki Impact Wrestling. Gale Destination X odbywały się każdego marca aż do 2011 roku, kiedy cykl przeniesiono na lipiec. Zakończenie chronologii jako corocznego wydarzenia pay-per-view ogłoszono w styczniu 2013.
Wydarzenie stworzone było z myślą o wrestlerach X Division, gale z lat 2005, 2006, 2009 i 2010 oferowały charakterystyczne dla tej dywizji Ultimate X matche. W czerwcu 2012 ogłoszono, że podczas Destination X posiadacz TNA X Division Championship będzie mógł zrezygnować z tytułu na rzecz walki o główne mistrzostwo federacji – TNA World Heavyweight Championship. Klauzula, nazwana „Opcją C”, stała się coroczną tradycją Destination X.

## Lista gal
| Gala                                   | Data             | Miasto               | Arena           | Walka wieczoru | Źródło |
| -------------------------------------- | ---------------- | -------------------- | --------------- | --- | ------ |
| Destination X (2005)                   | 13 marca 2005    | Orlando, Floryda     | Impact Zone     | Jeff Jarrett (c) vs. Diamond Dallas Page Ringside Revenge match o NWA World Heavyweight Championship                                                               | [ 2 ]  |
| Destination X (2006)                   | 12 marca 2006    | Orlando, Floryda     | Impact Zone     | Christian Cage (c) vs. Monty Brown Singles match o NWA World Heavyweight Championship                                                                              | [ 3 ]  |
| Destination X (2007)                   | 11 marca 2007    | Orlando, Floryda     | Impact Zone     | Christian Cage (c) vs. Samoa Joe Singles match o NWA World Heavyweight Championship                                                                                | [ 4 ]  |
| Destination X (2008)                   | 9 marca 2008     | Norfolk, Wirginia    | Norfolk Scope   | The Unlikely Alliance (Christian Cage, Kevin Nash i Samoa Joe) vs. The Angle Alliance (Kurt Angle, AJ Styles i Tomko) 6-Man Tag Team match                         | [ 5 ]  |
| Destination X (2009)                   | 15 marca 2009    | Orlando, Floryda     | Impact Zone     | Sting (c) vs. Kurt Angle Singles match o TNA World Heavyweight Championship z Jeffem Jarrettem jako sędzią specjalnym i Mickiem Foleyem jako specjalnym enforcerem | [ 6 ]  |
| Destination X (2010)                   | 21 marca 2010    | Orlando, Floryda     | Impact Zone     | AJ Styles (c) vs. Abyss Singles match o TNA World Heavyweight Championship                                                                                         | [ 7 ]  |
| Destination X (2011)                   | 10 lipca 2011    | Orlando, Floryda     | Impact Zone     | AJ Styles vs. Christopher Daniels Singles match | [ 8 ]  |
| Destination X (2012)                   | 8 lipca 2012     | Orlando, Floryda     | Impact Zone     | Bobby Roode (c) vs. Austin Aries Singles match o TNA World Heavyweight Championship                                                                                | [ 9 ]  |
| Impact Wrestling: Destination X (2013) | 18 lipca 2013    | Louisville, Kentucky | Broadbent Arena | Bully Ray (c) vs. Chris Sabin Singles match o TNA World Heavyweight Championship                                                                                   | [ 10 ] |
| Impact Wrestling: Destination X (2014) | 31 lipca 2014    | Nowy Jork, Nowy Jork | Grand Ballroom  | Lashley (c) vs. Austin Aries Singles match o TNA World Heavyweight Championship                                                                                    | [ 11 ] |
| Impact Wrestling: Destination X (2015) | 10 czerwca 2015  | Orlando, Floryda     | Impact Zone     | Kurt Angle (c) vs. Austin Aries Singles match o TNA World Heavyweight Championship                                                                                 | [ 12 ] |
| Impact Wrestling: Destination X (2016) | 12 lipca 2016    | Orlando, Floryda     | Impact Zone     | Lashley (c) vs. Eddie Edwards (c) Singles match o TNA World Heavyweight Championship oraz TNA X Division Championship                                              | [ 13 ] |
| GFW Impact: Destination X (2017)       | 17 sierpnia 2017 | Orlando, Floryda     | Impact Zone     | Matt Sydal pokonał Lashleya w singles matchu, w którym zwycięzca wybiera walkę o wybrane przez siebie mistrzostwo GFW                                              | [ 14 ] |

## Wyniki

### 2005
Destination X (2005) – gala wrestlingu wyprodukowana przez Total Nonstop Action Wrestling (TNA). Odbyła się 13 marca 2005 w Impact Zone w Orlando na Florydzie. Była to pierwsza gala z cyklu Destination X oraz trzecie wydarzenie pay-per-view TNA w 2005 roku.
Karta oferowała 9 walk, które odbyły się podczas głównej części wydarzenia, a także dwa dodatkowe starcia, które odbyły się podczas pre-showu gali.
| Nr                                                                   | Wyniki | Stypulacje                                                  | Czas  |
| -------------------------------------------------------------------- | --- | ----------------------------------------------------------- | ----- |
| 1P                                                                   | Chris Candido i Andy Douglas pokonali Lexa Lovetta i Bucka Quartermaina | Tag Team match                                              | –     |
| 2P                                                                   | Kid Kash i Lance Hoyt pokonali Cassidy’ego Rileya i Jerrelle'a Clarka | Tag Team match                                              | –     |
| 3                                                                    | Team Canada (Petey Williams, Eric Young, Bobby Roode i A-1) (z Coachem D’Amore i Johnnym Devinem) pokonali 3Live Kru (Konnana i B.G. Jamesa) oraz America’s Most Wanted (Chrisa Harrisa i Jamesa Storma) | 8-Man Tag Team match                                        | 8:53  |
| 4                                                                    | Chris Sabin pokonał Chase’a Stevensa (z Chrisem Candido i Andym Douglasem) | Singles match                                               | 6:18  |
| 5                                                                    | Dustin Rhodes pokonał Ravena | Texas Bullrope match                                        | 6:10  |
| 6                                                                    | The Disciples of Destruction (Don Harris i Ron Harris) (z Traci) pokonali Phi Delta Slam (Bruno Sassiego i Big Tilly’ego) (z Trinity)                                                                    | Tag Team match                                              | 10:18 |
| 7                                                                    | Monty Brown vs. Trytan zakończyło się no contestem | Singles match                                               | 5:26  |
| 8                                                                    | Jeff Hardy pokonał Abyssa | Falls Count Anywhere match                                  | 15:48 |
| 9                                                                    | The Outlaw pokonał Kevina Nasha | First Blood match                                           | 11:20 |
| 10                                                                   | Christopher Daniels pokonał A.J. Stylesa (c), Rona Killingsa i Elixa Skippera | Ultimate X Challenge match o TNA X Division Championship    | 25:48 |
| 11                                                                   | Jeff Jarrett (c) pokonał Diamond Dallas Page’a | Ringside Revenge match o NWA World Heavyweight Championship | 21:40 |
| (c) – mistrz/mistrzyni przed walkąP – walka miała miejsce w pre-show | |                                                             |       |

### 2006
Destination X (2006) – gala wrestlingu wyprodukowana przez Total Nonstop Action Wrestling (TNA). Odbyła się 12 marca 2006 w Impact Zone w Orlando na Florydzie. Była to druga gala z cyklu Destination X oraz trzecie wydarzenie pay-per-view TNA w 2006 roku.
Karta wydarzenia oferowała osiem walk. Dodatkowe dwia starcia odbyły się podczas pre-showu gali.
| Nr                                                                   | Wyniki | Stypulacje                                         | Czas  |
| -------------------------------------------------------------------- | --- | -------------------------------------------------- | ----- |
| 1P                                                                   | Shannon Moore pokonał Cassidy Riley | Singles match                                      | 3:21  |
| 2P                                                                   | The Diamonds in the Rough (David Young i Elix Skipper) (z Simonem Diamondem) pokonał Shark Boya i Normana Smileya                                                                             | Tag Team match                                     | 3:17  |
| 3                                                                    | Alex Shelley pokonał Jaya Lethala | Singles match                                      | 10:08 |
| 4                                                                    | Lance Hoyt pokonał Matta Bentleya (z Traci Brooks) | Singles match                                      | 7:59  |
| 5                                                                    | Team Canada (Bobby Roode i Eric Young) (z Coachem D’Amore i A-1) pokonali The Naturals (Chase’a Stevensa i Andy’ego Douglasa)                                                                 | Tag Team match                                     | 12:24 |
| 6                                                                    | The James Gang (B.G. James i Kip James) oraz Bob Armstrong pokonali The Latin American Xchange (Homicide'a, Hernandeza i Machete'a) (z Konnanem)                                              | 6-Man Tag Team match                               | 6:38  |
| 7                                                                    | Chris Sabin pokonał Peteya Williamsa, Sonjaya Dutta i Pumę | 4-Way match                                        | 14:57 |
| 8                                                                    | America’s Most Wanted (Chris Harris i James Storm) (z Gail Kim), Jeff Jarrett oraz Abyss (z Jamesem Mitchellem) pokonali Team 3D (Brothera Raya i Brothera Devona), Rhino oraz Rona Killingsa | 8-Man War                                          | 20:10 |
| 9                                                                    | Christopher Daniels pokonał Samoa Joego (c) i A.J. Stylesa | Ultimate X match o TNA X Division Championship     | 13:26 |
| 10                                                                   | Christian Cage (c) pokonał Monty’ego Browna | Singles match o NWA World Heavyweight Championship | 17:11 |
| (c) – mistrz/mistrzyni przed walkąP – walka miała miejsce w pre-show | |                                                    |       |

### 2007
Destination X (2007) – gala wrestlingu wyprodukowana przez Total Nonstop Action Wrestling (TNA). Odbyła się 11 marca 2007 w Impact Zone w Orlando na Florydzie. Była to trzecia gala z cyklu Destination X oraz trzecie wydarzenie pay-per-view TNA w 2007 roku.
Karta wydarzenia składała się z dziewięciu walk.
| Nr                                 | Wyniki | Stypulacje                                           | Czas  |
| ---------------------------------- | --- | ---------------------------------------------------- | ----- |
| 1                                  | The Latin American Xchange (Homicide i Hernandez) (z Konnanem) pokonali Team 3D (Brothera Raya i Brothera Devona) (z Johnnym Rodzem) | Ghetto Brawl                                         | 14:49 |
| 2                                  | James Storm i Jacqueline Moore pokonali Peteya Williamsa i Gail Kim                                                                  | Double Bullrope match                                | 7:52  |
| 3                                  | Senshi pokonał Austina Starra | Crossface Chickenwing match                          | 11:09 |
| 4                                  | The Voodoo Kin Mafia (B.G. James i Kip James) pokonali The Heartbreakers (Antonio Thomasa i Romeo Roselliego) (z Christy Hemme)      | Tag Team match                                       | 9:02  |
| 5                                  | Chris Sabin (c) pokonał Jerry’ego Lynna                                                                                              | 2-Out-Of-3 Falls match o TNA X Division Championship | 12:18 |
| 6                                  | Rhino pokonał A.J. Stylesa | Elevation X match                                    | 9:05  |
| 7                                  | Kurt Angle pokonał Scotta Steinera                                                                                                   | Singles match                                        | 12:42 |
| 8                                  | Sting pokonał Abyssa | Last Rites match                                     | 10:41 |
| 9                                  | Christian Cage (c) pokonał Samoa Joego                                                                                               | Singles match o NWA World Heavyweight Championship   | 17:57 |
| (c) – mistrz/mistrzyni przed walką | |                                                      |       |

### 2008
Destination X (2008) – gala wrestlingu wyprodukowana przez Total Nonstop Action Wrestling (TNA). Odbyła się 9 marca 2008 w Norfolk Scope w Norfolk w Wirginii. Była to czwarta gala z cyklu Destination X oraz trzecie wydarzenie pay-per-view TNA w 2008 roku.
Karta gali obejmowała osiem walk.
| Nr                                 | Wyniki | Stypulacje                                                                    | Czas  |
| ---------------------------------- | --- | ----------------------------------------------------------------------------- | ----- |
| 1                                  | The Latin American Xchange (Hernandez i Homicide) (z Salinas) pokonali The Motor City Machine Guns (Alexa Shelleya i Chrisa Sabina) oraz The Rock 'n' Rave Infection (Jimmy’ego Rave’a i Lance’a Hoyta) (z Christy Hemme) | 3-Way Tag Team match o miano pretendenckie do TNA World Tag Team Championship | 10:36 |
| 2                                  | Jay Lethal (c) pokonał Peteya Williamsa (z Rhaką Khan) | Singles match o TNA X Division Championship                                   | 11:39 |
| 3                                  | Eric Young i Kaz pokonali Black Reigna i Rellika | Tag Team match                                                                | 10:02 |
| 4                                  | Awesome Kong (c) (z Raishą Saeed) pokonała Gail Kim i ODB | 3-Way match o TNA Women’s Knockout Championship                               | 11:33 |
| 5                                  | Curry Man i Shark Boy pokonali Team 3D (Brothera Devona i Brothera Raya) (z Johnnym Devinem) | Fish Market Street Fight                                                      | 13:15 |
| 6                                  | Robert Roode (z Payton Banks) pokonał Bookera T (z Traci Brooks) | Stand By Your Man Strap match                                                 | 7:57  |
| 7                                  | Rhino pokonał Jamesa Storma (z Jackie Moore) | Elevation X match                                                             | 13:20 |
| 8                                  | The Unlikely Alliance (Christian Cage, Kevin Nash i Samoa Joe) pokonali The Angle Alliance (Kurta Angle’a, A.J. Stylesa i Tomko)                                                                                          | 6-Man Tag Team match                                                          | 13:30 |
| (c) – mistrz/mistrzyni przed walką | |                                                                               |       |

### 2009
Destination X (2009) – gala wrestlingu wyprodukowana przez Total Nonstop Action Wrestling (TNA). Odbyła się 15 marca 2009 w Impact Zone w Orlando na Florydzie. Była to piąta gala z cyklu Destination X oraz trzecie wydarzenie pay-per-view TNA w 2009 roku.
W karcie wydarzenia znalazło się dziewięciu walk.
| Nr                                 | Wyniki | Stypulacje | Czas  |
| ---------------------------------- | --- | --- | ----- |
| 1                                  | Taylor Wilde, Roxxi i The Governor pokonały The Beautiful People (Velvet Sky, Angelinę Love i Madison Rayne)                           | 6-Knockout Tag Team match | 5:04  |
| 2                                  | Brutus Magnus pokonał Erika Younga | Singles match | 4:45  |
| 3                                  | Matt Morgan pokonał Abyssa | Match of 10 000 Tacks | 8:48  |
| 4                                  | Awesome Kong (c) pokonała Sojournor Bolt                                                                                               | Singles match o TNA Women’s Knockout Championship                                                                                         | 4:17  |
| 5                                  | Scott Steiner pokonał Samoa Joego poprzez dyskwalifikację                                                                              | Singles match | 1:30  |
| 6                                  | AJ Styles pokonał Bookera T (c) | Singles match o TNA Legends Championship                                                                                                  | 9:14  |
| 7                                  | Team 3D (Brothera Devona i Brother Ray) pokonali Beer Money, Inc. (Jamesa Storma i Roberta Roode’a) (c) poprzez wyliczenie pozaringowe | No Disqualification Off The Wagon Challenge o TNA World Tag Team Championship                                                             | 11:20 |
| 8                                  | Suicide pokonał Alexa Shelleya (c), Chrisa Sabina, Consequences Creeda i Jaya Lethala                                                  | Ultimate X match o TNA X Division Championship                                                                                            | 14:10 |
| 9                                  | Sting (c) pokonał Kurta Angle’a | Singles match o TNA World Heavyweight Championship z Jeffem Jarrettem jako sędzią specjalnym i Mickiem Foleyem jako specjalnym enforcerem | 13:50 |
| (c) – mistrz/mistrzyni przed walką | | |       |

### 2010
Destination X (2010) – gala wrestlingu wyprodukowana przez Total Nonstop Action Wrestling (TNA). Odbyła się 21 marca 2010 w Impact Zone w Orlando na Florydzie. Była to szósta gala z cyklu Destination X oraz trzecie wydarzenie pay-per-view TNA w 2010 roku.
Karta wydarzenia składała się z dziewięciu walk.
| Nr                                 | Wyniki | Stypulacje                                                                | Czas  |
| ---------------------------------- | --- | ------------------------------------------------------------------------- | ----- |
| 1                                  | Kazarian pokonał Amazing Reda, Briana Kendricka i Danielsa                                                 | Ladder match o miano pretendenckie do TNA X Division Championship         | 13:38 |
| 2                                  | Tara (c) pokonała Daffney                                                                                  | Singles match o TNA Women’s Knockout Championship                         | 6:42  |
| 3                                  | Rob Terry (c) pokonał Magnusa                                                                              | Singles match o TNA Global Championship                                   | 1:23  |
| 4                                  | The Motor City Machine Guns (Alex Shelley i Chris Sabin) pokonali Generation Me (Jeremy’ego i Maxa Bucków) | Ultimate X match o miano pretendenckie do TNA World Tag Team Championship | 12:03 |
| 5                                  | The Band (Scott Hall i Syxx-Pac) pokonali Kevina Nasha i Erika Younga                                      | Tag Team match                                                            | 7:56  |
| 6                                  | Doug Williams (c) pokonał Shannona Moore’a                                                                 | Singles match o TNA X Division Championship                               | 6:19  |
| 7                                  | Matt Morgan i Hernandez (c) pokonali Beer Money, Inc. (Jamesa Storma i Roberta Roode’a)                    | Tag Team match o TNA World Tag Team Championship                          | 11:22 |
| 8                                  | Kurt Angle pokonał Mr. Andersona poprzez poddanie                                                          | Singles match                                                             | 17:36 |
| 9                                  | AJ Styles (c) (z Rikiem Flairem i Chelsea) vs. Abyss zakończyło się bez rezultatu                          | Singles match o TNA World Heavyweight Championship                        | 14:56 |
| (c) – mistrz/mistrzyni przed walką | |                                                                           |       |

### 2011
Destination X (2011) – gala wrestlingu wyprodukowana przez Total Nonstop Action Wrestling (TNA). Odbyła się 10 lipca 2011 w Impact Zone w Orlando na Florydzie. Była to siódma gala z cyklu Destination X oraz siódme wydarzenie pay-per-view TNA w 2011 roku.
W karcie gali znalazło się osiem walk.
| Nr                                 | Wyniki                                                                      | Stypulacje                                                            | Czas  |
| ---------------------------------- | --------------------------------------------------------------------------- | --------------------------------------------------------------------- | ----- |
| 1                                  | Kazarian pokonał Samoa Joego                                                | Singles match                                                         | 11:19 |
| 2                                  | Douglas Williams (z Magnusem i Robem Terrym) pokonał Marka Haskinsa         | Open Challenge match                                                  | 7:40  |
| 3                                  | Eric Young i Shark Boy pokonali Generation Me (Jeremy’ego i Maxa Bucków)    | Tag Team match                                                        | 7:22  |
| 4                                  | Alex Shelley pokonał Amazing Reda, Robbiego E (z Cookie) i Shannona Moore’a | Ultimate X match o miano pretendenckie do TNA X Division Championship | 10:30 |
| 5                                  | Rob Van Dam pokonał Jerry’ego Lynna                                         | Singles match                                                         | 16:51 |
| 6                                  | Austin Aries pokonał Jacka Evansa, Low Kiego i Zemę Iona                    | 4-Way match o specjalny kontrakt z TNA Finał X Division Showcase      | 13:30 |
| 7                                  | Brian Kendrick pokonał Abyssa (c)                                           | Singles match o TNA X Division Championship                           | 10:39 |
| 8                                  | AJ Styles pokonał Christophera Danielsa                                     | Singles match                                                         | 28:27 |
| (c) – mistrz/mistrzyni przed walką |                                                                             |                                                                       |       |

### 2012
Destination X (2012) – gala wrestlingu wyprodukowana przez Total Nonstop Action Wrestling (TNA). Odbyła się 8 lipca 2012 w Impact Zone w Orlando na Florydzie. Była to ósma i ostatnia gala pay-per-view z cyklu Destination X oraz siódme wydarzenie pay-per-view TNA w 2012 roku.
Na kartę gali składało się dziewięć walk.
| Nr                                 | Wyniki                                                            | Stypulacje                                                                                     | Czas  |
| ---------------------------------- | ----------------------------------------------------------------- | ---------------------------------------------------------------------------------------------- | ----- |
| 1                                  | Mason Andrews pokonał Rubixa, Dakotę Darsowa i Larsa Only’ego     | 4-Way match Walka kwalifikacyjna do turnieju o TNA X Division Championship                     | 8:22  |
| 2                                  | Mason Andrews pokonał Kida Kasha                                  | Singles match Półfinał turnieju o TNA X Division Championship                                  | 8:10  |
| 3                                  | Kenny King pokonał Douglasa Williamsa                             | Singles match Półfinał turnieju o TNA X Division Championship                                  | 10:35 |
| 4                                  | Sonjay Dutt pokonał Rashada Camerona                              | Singles match Półfinał turnieju o TNA X Division Championship                                  | 7:16  |
| 5                                  | Zema Ion pokonał Flipa Cassanovę                                  | Singles match Półfinał turnieju o TNA X Division Championship                                  | 3:55  |
| 6                                  | Samoa Joe pokonał Kurta Angle’a poprzez poddanie                  | Singles match Walka turniejowa Bound for Glory Series                                          | 14:38 |
| 7                                  | AJ Styles pokonał Christophera Danielsa                           | Last Man Standing match                                                                        | 17:41 |
| 8                                  | Zema Ion pokonał Masona Andrewsa, Kenny’ego Kinga i Sonjaya Dutta | Ultimate X match Finał turnieju o TNA X Division Championship                                  | 8:50  |
| 9                                  | Austin Aries pokonał Bobby’ego Roode’a (c)                        | Singles match o TNA World Heavyweight Championship Wykorzystanie Opcji C przez Austina Ariesa. | 22:42 |
| (c) – mistrz/mistrzyni przed walką |                                                                   |                                                                                                |       |

### 2013
Impact Wrestling: Destination X (2013) – gala wrestlingu wyprodukowana przez Total Nonstop Action Wrestling (TNA), będąca odcinkiem specjalnym tygodniówki Impact Wrestling. Odbyła się 18 lipca 2013 w Broadbent Arena w Louisville w Kentucky. Była to dziewiąta gala z cyklu Destination X.
W karcie wydarzenia znalazło się pięć walk. Jedno dodatkowe starcie odbyło się przed galą; zostało nagrane i wyemitowane podczas odcinka tygodniówki TNA Xplosion.
| Nr                                                                   | Wyniki                                            | Stypulacje                                                                                    | Czas  |
| -------------------------------------------------------------------- | ------------------------------------------------- | --------------------------------------------------------------------------------------------- | ----- |
| 1P                                                                   | Joseph Park pokonał Devona                        | Singles match Nagrane dla TNA Xplosion                                                        | 6:22  |
| 2                                                                    | Austin Aries pokonał Bobby’ego Roode’a            | Singles match Walka turniejowa Bound for Glory Series                                         | 1:56  |
| 3                                                                    | Sonjay Dutt pokonał Homicide'a i Peteya Williamsa | 3-Way match Walka turnieju o TNA X Division Championship                                      | 40:06 |
| 4                                                                    | Manik pokonał Chavo Guerrero i Kenny’ego Kinga    | 3-Way match Walka turnieju o TNA X Division Championship                                      | 4:35  |
| 5                                                                    | Greg Marasciulo pokonał Rockstar Spuda i Rubixa   | 3-Way match Walka turnieju o TNA X Division Championship                                      | 6:25  |
| 6                                                                    | Chris Sabin pokonał Bully’ego Raya (c)            | Singles match o TNA World Heavyweight Championship Wykorzystanie Opcji C przez Chrisa Sabina. | 18:44 |
| (c) – mistrz/mistrzyni przed walkąP – walka miała miejsce w pre-show |                                                   |                                                                                               |       |

### 2014
Impact Wrestling: Destination X (2014) – gala wrestlingu wyprodukowana przez Total Nonstop Action Wrestling (TNA), będąca odcinkiem specjalnym tygodniówki Impact Wrestling. Została nagrana 26 czerwca 2014 w Grand Ballroom w Nowym Jorku i wyemitowana 31 lipca 2014. Było to dziesiąte wydarzenie z cyklu Destination X.
Karta wydarzenia obejmowała pięć walk.
| Nr                                                                   | Wyniki                                                                                     | Stypulacje                                                                                    | Czas  |
| -------------------------------------------------------------------- | ------------------------------------------------------------------------------------------ | --------------------------------------------------------------------------------------------- | ----- |
| 1P                                                                   | The Wolves (Davey Richards i Eddie Edwards) (c) pokonał The Hardys (Matta i Jeffa Hardych) | Tag Team match o TNA World Tag Team Championship                                              | 10:06 |
| 2                                                                    | Low Ki pokonał DJZ i Manika                                                                | 3-Way match Walka turnieju o TNA X Division Championship                                      | 5:11  |
| 3                                                                    | Sanada pokonał Briana Cage’a i Crazzy Steve’a (z Rebel, Knuxem i The Freakiem)             | 3-Way match Walka turnieju o TNA X Division Championship                                      | 3:48  |
| 4                                                                    | Samoa Joe pokonał Homicide'a i Tigre Uno                                                   | 3-Way match Walka turnieju o TNA X Division Championship                                      | 9:15  |
| 5                                                                    | Lashley (c) pokonał Austina Ariesa                                                         | Singles match o TNA World Heavyweight Championship Wykorzystanie Opcji C przez Austina Ariesa | 20:06 |
| (c) – mistrz/mistrzyni przed walkąP – walka miała miejsce w pre-show |                                                                                            |                                                                                               |       |

### 2015
Impact Wrestling: Destination X (2015) – gala wrestlingu wyprodukowana przez Total Nonstop Action Wrestling (TNA), będąca odcinkiem specjalnym tygodniówki Impact Wrestling. Została nagrana 17 maja 2015 w Impact Zone w Orlando na Florydzie i wyemitowana 10 czerwca 2015. Było to jedenaste wydarzenie z cyklu Destination X.
Karta wydarzenia oferowała siedem walk.
| Nr                                 | Wyniki                                                                            | Stypulacje | Czas  |
| ---------------------------------- | --------------------------------------------------------------------------------- | --- | ----- |
| 1                                  | Kurt Angle (c) pokonał Rockstar Spuda                                             | Singles match o TNA World Heavyweight Championship Wykorzystanie Opcji C przez Rockstar Spuda.                  | 8:32  |
| 2                                  | Low Ki pokonał Manika i Crazzy Steve’a                                            | 3-Way match Walka turnieju o TNA X Division Championship                                                        | 3:32  |
| 3                                  | Tigre Uno pokonał DJ Z i Mandrewsa                                                | 3-Way match Walka turnieju o TNA X Division Championship                                                        | 5:25  |
| 4                                  | Taryn Terrell (z Jade i Marti Bell) vs. Awesome Kong zakończyło się bez rezultatu | Lingerie Pillow Fight o TNA Knockouts Championship                                                              | 0:00  |
| 5                                  | Grado pokonał Cruza i Kenny’ego Kinga                                             | 3-Way match Walka turnieju o TNA X Division Championship                                                        | 5:19  |
| 6                                  | Bram pokonał Crimsona                                                             | Singles match                                                                                                   | 4:35  |
| 7                                  | Kurt Angle (c) pokonał Austina Ariesa                                             | Singles match o TNA World Heavyweight Championship Wykorzystanie kontraktu Feast or Fired przez Austina Ariesa. | 17:27 |
| (c) – mistrz/mistrzyni przed walką |                                                                                   | |       |

### 2016
Impact Wrestling: Destination X (2016) – gala wrestlingu wyprodukowana przez Total Nonstop Action Wrestling (TNA), będąca odcinkiem specjalnym tygodniówki Impact Wrestling. Odbyła się 12 lipca 2016 w Impact Zone w Orlando na Florydzie. Było to dwunaste wydarzenie z cyklu Destination X.
W karcie wydarzenia znalazło się sześć walk.
| Nr                                 | Wyniki | Stypulacje                                                                       | Czas  |
| ---------------------------------- | --- | -------------------------------------------------------------------------------- | ----- |
| 1                                  | DJZ pokonał Rockstar Spuda, Mandrewsa, Braxtona Suttera i The Helms Dynasty (Trevora Lee i Andrew Everetta) (z Gregorym Shane’em Helmsem) | 6-Man Ladder match o miano pretendenckie do TNA X Division Championship          | 5:53  |
| 2                                  | Bram pokonał Abyssa (z Crazzy Steve’em)                                                                                                   | Singles match                                                                    | 4:05  |
| 3                                  | Sienna (c) (z Allie) pokonała Gail Kim, Jade i Marti Bell                                                                                 | 4-Way match o TNA Knockouts Championship                                         | 4:30  |
| 4                                  | DJZ pokonał Mike’a Bennetta (z Marią) | Singles match                                                                    | 5:31  |
| 5                                  | Drew Galloway vs. Ethan Carter III zakończyło się bez rezultatu                                                                           | Unsanctioned fight                                                               | 3:37  |
| 6                                  | Lashley (c) vs. Eddie Edwards (c) (z Daveyem Richardsem) zakończyło się bez rezultatu                                                     | Singles match o TNA World Heavyweight Championship i TNA X Division Championship | 10:45 |
| (c) – mistrz/mistrzyni przed walką | |                                                                                  |       |

### 2017
GFW Impact: Destination X (2017) – gala wrestlingu zorganizowana przez Global Force Wrestling (GFW), będąca odcinkiem specjalnym tygodniówki GFW Impact!. Odbyła się 17 sierpnia 2017 r. w Impact Zone w Orlando na Florydzie. Było to trzynaste wydarzenie z cyklu Destination X.
W karcie wydarzenia znalazło się pięć walk. Zawodnicy walczyli o pasy mistrzowskie, które otrzymały nowy design. W federacji zadebiutowali  Ohio Versus Everything (Dave Crist i Jake Crist), powrócili natomiast Jim Cornette, Taryn Terrell oraz Petey Williams. Pojawiła się również zapowiedź debiutu Johnny’ego Impacta.
| Nr                                 | Wyniki                                                                                       | Stypulacje                                                                             | Czas  |
| ---------------------------------- | -------------------------------------------------------------------------------------------- | -------------------------------------------------------------------------------------- | ----- |
| 1                                  | Sienna (z KM–em) pokonała Gail Kim                                                           | Singles match o GFW Knockouts Championship                                             | 07:02 |
| 2                                  | Dezmond Xavier pokonał Taiji Ishimoriego w finale GFW Super X Cup (2017)                     | Singles match                                                                          | 08:56 |
| 3                                  | Sonjay Dutt pokonał Trevora Lee                                                              | Ladder match o GFW X Division Championship                                             | 16:03 |
| 4                                  | Ohio Versus Everything (Dave Crist i Jake Crist) pokonali Jasona Cade’a i Zachary’ego Wentza | Tag Team match                                                                         | 02:18 |
| 5                                  | Matt Sydal pokonał Lashleya                                                                  | Singles match, w którym zwycięzca wybiera walkę o wybrane przez siebie mistrzostwo GFW | 14:52 |
| (c) – mistrz/mistrzyni przed walką |                                                                                              |                                                                                        |       |